# Beisebol nos Jogos Pan-Americanos de 1959
As competições de beisebol nos Jogos Pan-Americanos de 1959 foram realizadas em Chicago, Estados Unidos, de 27 de agosto a 7 de setembro. Esta foi a terceira edição do esporte nos Jogos Pan-Americanos. As partidas aconteceram no Comiskey Park e no Wrigley Field. Esta foi a única edição dos jogos vencida pela Venezuela até os dias de hoje.
A VEN Venezuela teve 6 vitórias e 1 derrota, conseguindo o título. A equipe foi dirigida por José Antonio Casanova e tinha no elenco Dámaso Blanco. O defensor interno José Flores liderou o evento com três triplos, enquanto Manuel Pérez Bolaños teve 2-0 no monte, assim como Luis Peñalver, que estava prestes a entrar em uma carreira de 19 anos em Ligas Menores, principalmente AAA.
PUR Porto Rico foi prata, com desempenho de 5 vitórias e 1 derrota. Irmo Figueroa liderou a competição em percentual (.500), enquanto Carlos Pizarro teve mais rebatidas (12). R. Vazquez liderou empatou em número de mais home runs, com 2.
Os USA Estados Unidos foram bronze, com 4 vitórias e 3 derrotas; sua vitória por 3-2 sobre Cuba foi decisiva para conseguir a medalha. Alan Hall conseguiu dois home runs. Charles Davis teve o melhor ERA (0.69). Lou Brock teve desempenho de 1 para 10.
CUB Cuba teve uma atuação decepcionante,com 2 vitórias e 4 derrotas e não conseguindo medalha, um contraste com os times da era de Fidel Castro, que ganharam 10 medalhas de ouro seguidas. Urbano Gonzalez teve aproveitamento de .353 e Pedro Chavez fez 5 de 9.
MEX México foi quinto, com 3 vitórias e 2 derrotas. Roberto Coto liderou o evento, com cinco duplos. Mauro Ruiz fez 2-0, o único não venezuelano a conseguir a marca.
CRC Costa Rica teve uma de suas melhores participações, com 3 vitórias e 3 derrotas, terminando em  6º. Ela foi seguida por NCA Nicarágua (7º, 2-4) e DOM República Dominicana (8º, 2-3). BRA Brasil ficou em último, perdendo todos os seis jogos.

## Classificação final
| \| Posição \| Time \| \| ------- \| ------------------------ \| \| \| VEN Venezuela \| \| \| PUR Porto Rico \| \| \| USA Estados Unidos \| \| 4 \| CUB Cuba \| \| 5 \| MEX México \| \| 6 \| CRC Costa Rica \| \| 7 \| NCA Nicarágua \| \| 8 \| DOM República Dominicana \| \| 9 \| BRA Brasil \| |                          |
| Posição | Time                     |
| Gold | VEN Venezuela            |
| Silver | PUR Porto Rico           |
| Bronze | USA Estados Unidos       |
| 4 | CUB Cuba                 |
| 5 | MEX México               |
| 6 | CRC Costa Rica           |
| 7 | NCA Nicarágua            |
| 8 | DOM República Dominicana |
| 9 | BRA Brasil               |